# Тауї східний
Таві східний (Pipilo erythrophthalmus)  — доволі великий представник горобцеподібних Нового Світу з родини Passerellidae (раніше відносили до родини вівсянкових. Стан популяції таві східного вважається стабільним. Цього птаха одразу можна пізнати за характерним триколірним забарвленням - чорно-рудо-білим у самців та коричнево-рудо-білим у самиць. Характерним є червоне око, від якого походить латинська видова назва, щоправда у південних районах поширення трапляється білоока форма.

## Поширення
Таві східного можна зустріти у східній частині північноамериканського континенту на південь і схід від Великих Озер, з деяким поширенням на південну частину степових провінцій Канади. Взимку мігрує у південні штати США, до Мексики залітає лише епізодично. 

## Поведінка
Тримається у гущавині, в підліску, лише зрідка показуючись у середньому ярусі дерев. На початку гніздового періоду самця можна почути, як він виспівує на сідалі, оголошуючи свою територію, і завдяки цьому також побачити. На зимівлі птахів можна побачити на годівничках, але загалом вони дещо потайні і тримаються скрито. Живиться переважно комахами, зрідка дрібними тваринами. З рослинної їжі їсть зерна рослин, ягоди, також жолуді та інші плоди. Гнізда — невеликі чашоподібні, плетені з гілочок, корінців і трав, всередині вистелені волоссям, шерстю тварин. За сезон може мати до двох кладок по 3—5, зрідка 2—6 яєць, які висиджує самиця, а вигодовують молодняк обоє батьків. У південній частині ареалу зрідка можуть мати три кладки. 